# Институт изящных искусств Барбера

 Институт изящных искусств Барбера — художественная галерея и концертный зал в Бирмингеме, Англия. Расположен в специально построенных помещениях на территории кампуса Университета Бирмингема.
Здание института в стиле Ар-деко было спроектировано архитектором Робертом Аткинсоном в 1930 году и открыто в 1939 году королевой Марией Текской. Здание института имеет статус архитектурной ценности (Grade II listed building). Является первым зданием, специально построенное для изучения истории искусств в Великобритании, которое было описано историком архитектуры сэром Джоном Саммерсоном как «почти лучшее здание, кроме, возможно, RIBA [Королевский институтбританских архитекторов], передающее дух английской архитектуры 1930-х годов». Музей спланирован с центральным концертным залом, который окружен лекционными залами, офисами и библиотеками на первом этаже и художественными галереями на втором этаже.
В книге «Лучшие музеи и галереи Великобритании» (2005) издательства Penguin Books Институт Барбера был признан одной из пяти галерей за пределами Лондона, получившей пять звезд за «выдающиеся коллекции международного значения» (остальными были Национальная галерея Шотландии, Музей Ашмолана, Музей Фитцвильям и Художественная галерея Уокера).

## Расположение и история

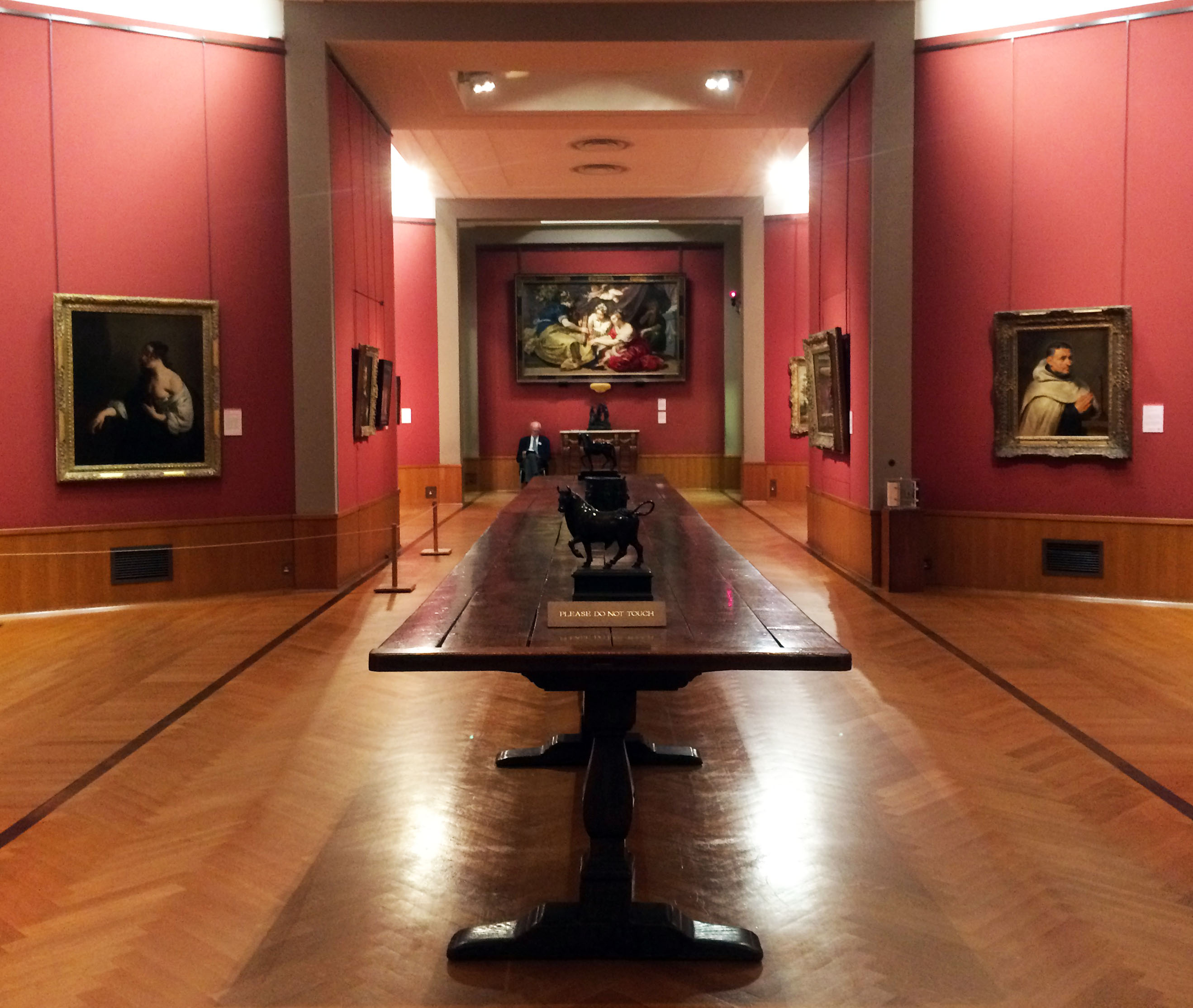
Интерьер галереи

Институт расположен в 5 км к юго-западу от центра города у восточных ворот университетского городка. Здесь находится одна из выдающихся коллекций произведений искусства, собранных в Великобритании в 20-м веке, в том числе работы Гвен Джон, Андре Дерена, Фернана Леже, Рене Магритта и Эгона Шиле . Музей был создан Мартой Констанс Хэтти Барбер в память о своём муже Генри Барбере, застройщике, который разбогател на расширении пригородов Бирмингема. Леди Барбер была потомком семьи Вустершир Онионс. К середине 30-х годов пара вышла на пенсию. В 1924 году Генри Барбер получил баронетство за «Политические услуги Бирмингему».

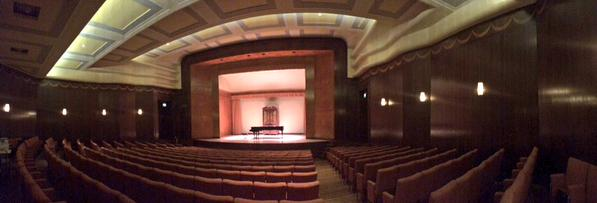
Концертный зал

Он умер три года спустя. Леди Барбер решила внести вклад в развитие города в честь его памяти. 13 декабря 1932 года был основан Институт изобразительных искусств им. Барбера, который был завещан университету «для изучения и поощрения искусства и музыки». Леди Барбер умерла четыре месяца спустя, завещав все свои активы попечителям Института. Эти деньги были использованы для приобретения коллекции произведений искусства и финансирования строительства нового здания. Чтобы гарантировать, что для Института Барбера были приобретены только произведения искусства самого высокого качества, его устав предусматривал, что все покупки должны быть «такого стандарта качества, как того требуют Лондонская национальная галерея и собрание Уоллеса».
Директором-основателем (с 1935 по 1952 год) был Томас Бодкин, который собрал ядро коллекции, которую The Observer назвал «последней великой коллекцией произведений искусства двадцатого века». Преемником Бодкина был профессор Эллис Уотерхаус, который проработал с 1952 по 1970 год. Нынешним директором является Никола Калинский, ранее заместитель директора и главный куратор Шотландской национальной портретной галереи . Она присоединилась к музею в разгар программы, посвященной 80-летию, поскольку планировалась капитальная реконструкция здания.

## Коллекции

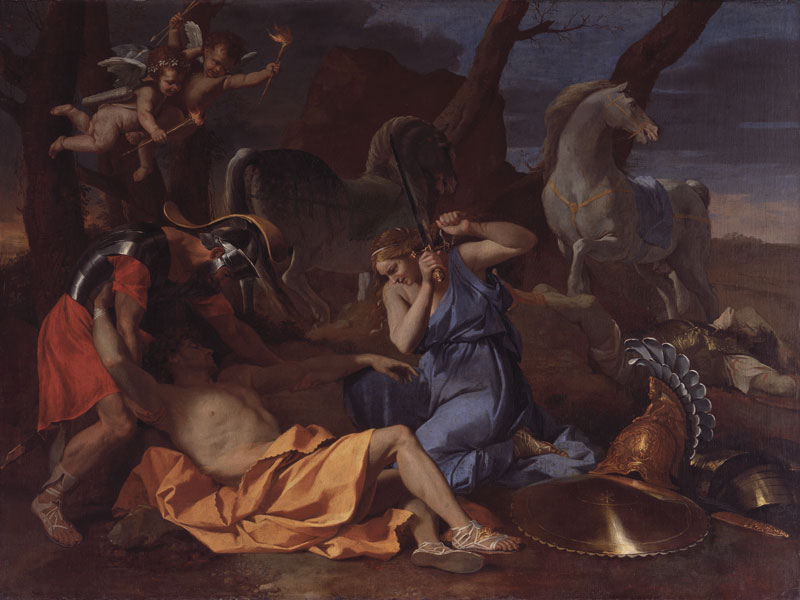
Никола Пуссен, Танкред и Эрминия (ок. 1634), холст, масло

В коллекции находятся известные работы таких художников, как Винсента Ван Гога, Клода Моне, Огюст Роден, Тернера и Рубенса. Ренессанс представлен шедеврами Сандро Боттичелли, Джованни Беллини, Веронезе и Симоны Мартини, художников 17-го века, включая Рубенса, Ван Дейка, Пуссена и Мурильо .
Коллекции французского импрессионизма и постимпрессионизма включают произведения Дега, Моне, Ренуара, Ван Гога и Гогена . Среди британских художников представлены Обри Бердсли, Гейнсборо, Рейнольдс, Россетти, Уистлер и Тернер . Существует также прекрасная коллекция скульптур (включая работы Родена и Дега), гравюры и рисунки Старого Мастера, портретные миниатюры и предметы искусства . У входа стоит Конная статуя Георга I, самая старая общественная скульптура в Бирмингеме. В 2013 году галерея приобрела важную позднюю работу сэра Джошуа Рейнольдса: Мария Мароу Гидеон (1767 – 1834) и ее брат Уильям (1775 – 1805), а в 2015 году приобрела Мисс Бентам Джорджа Беллоуза (1906), свою первую американскую картину.
Институт также имеет одну из крупнейших в мире коллекций монет, особенно римских и византийских. Эта коллекция была дополнена в 1967 году 15 000 монетами от Филиппа Уиттинга и Джеффри Хейнса.
В музее проходят многие концерты, а также ежегодный музыкальный фестиваль в июне.
860 предметов коллекции Шоу-Хелье хранятся в музыкальной библиотеке.

## Основные работы
- Фургон урожая, Томас Гейнсборо
- Симфония в белом № 3, Уистлер

## Галерея

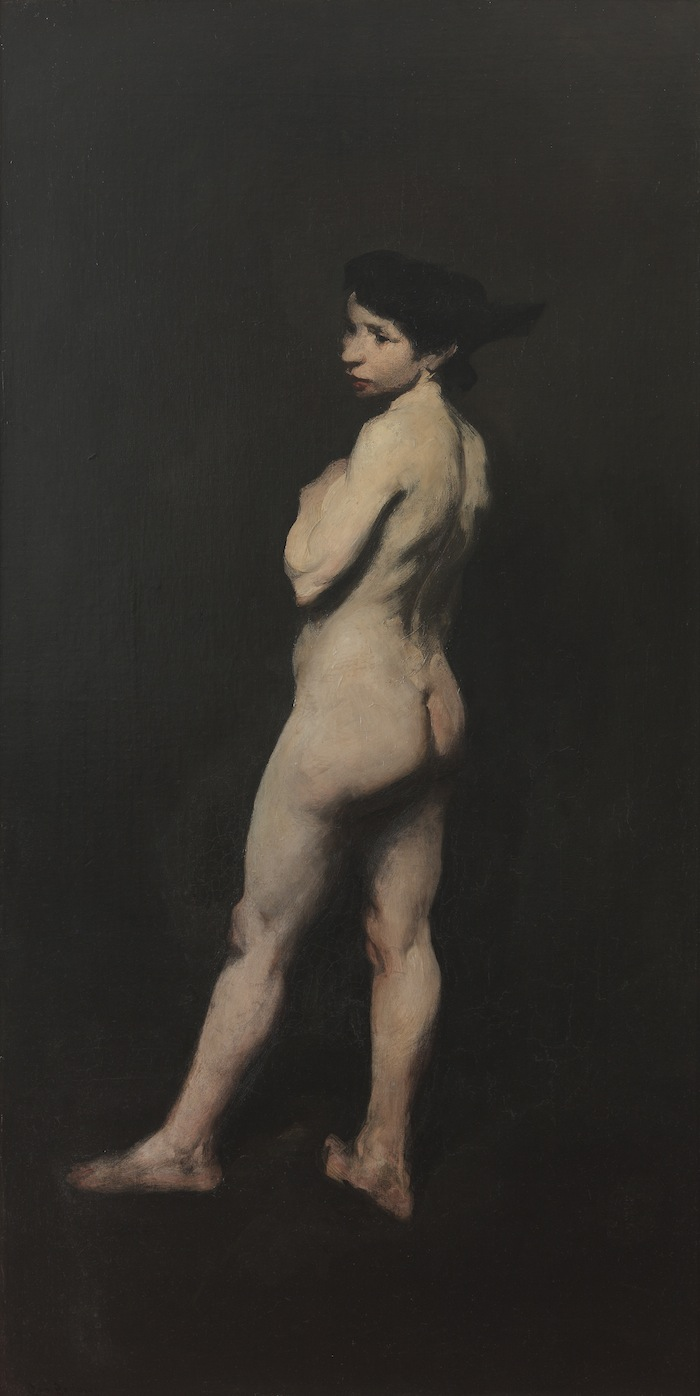
Джордж Беллоуз. Мисс Бентем (1906)
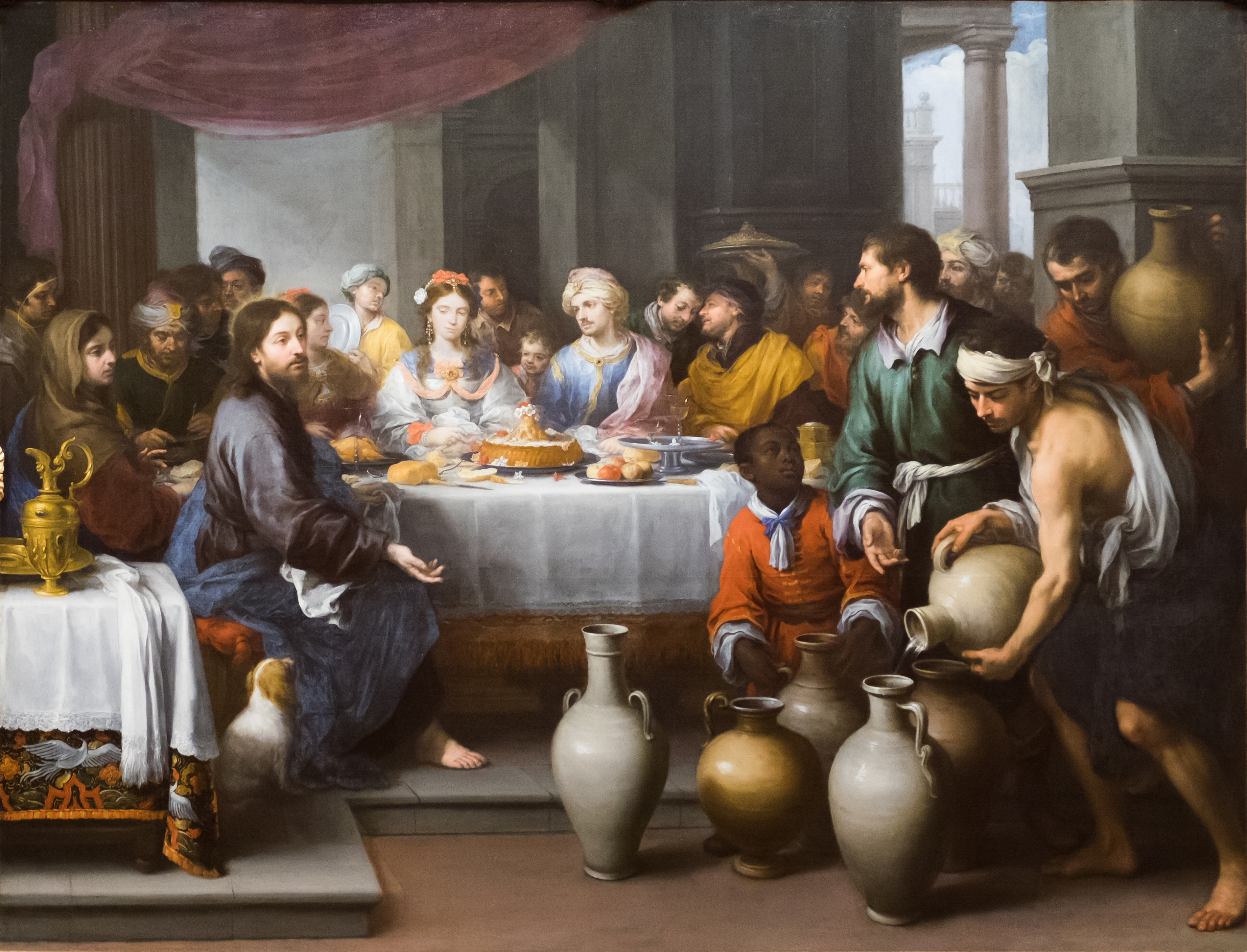
Бартоломе Эстебан Мурильо. Свадебный пир в Кане (ок. 1672)
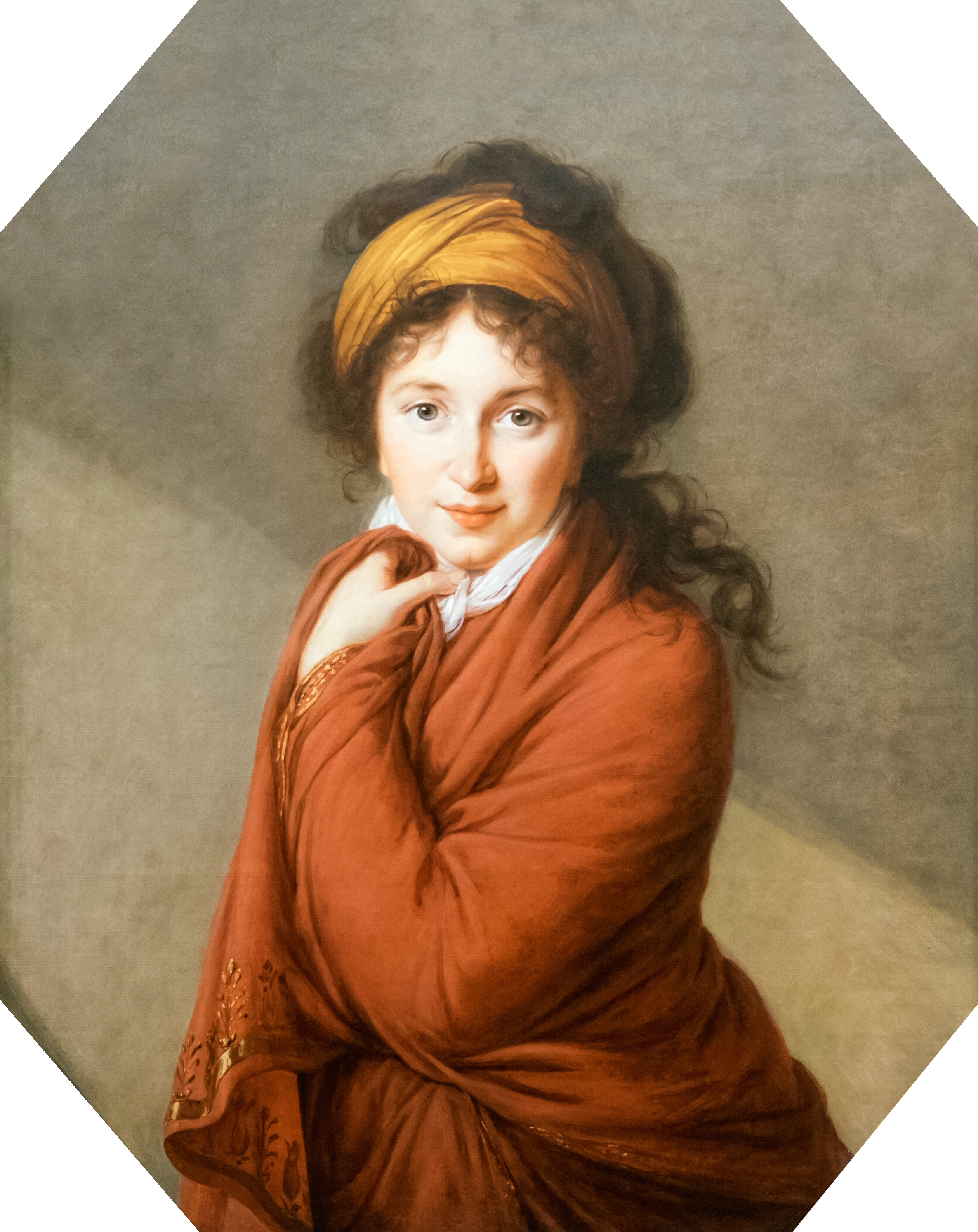
Элизабет Виже-Лебрен. Портрет графини Головиной (ок. 1797—1800)
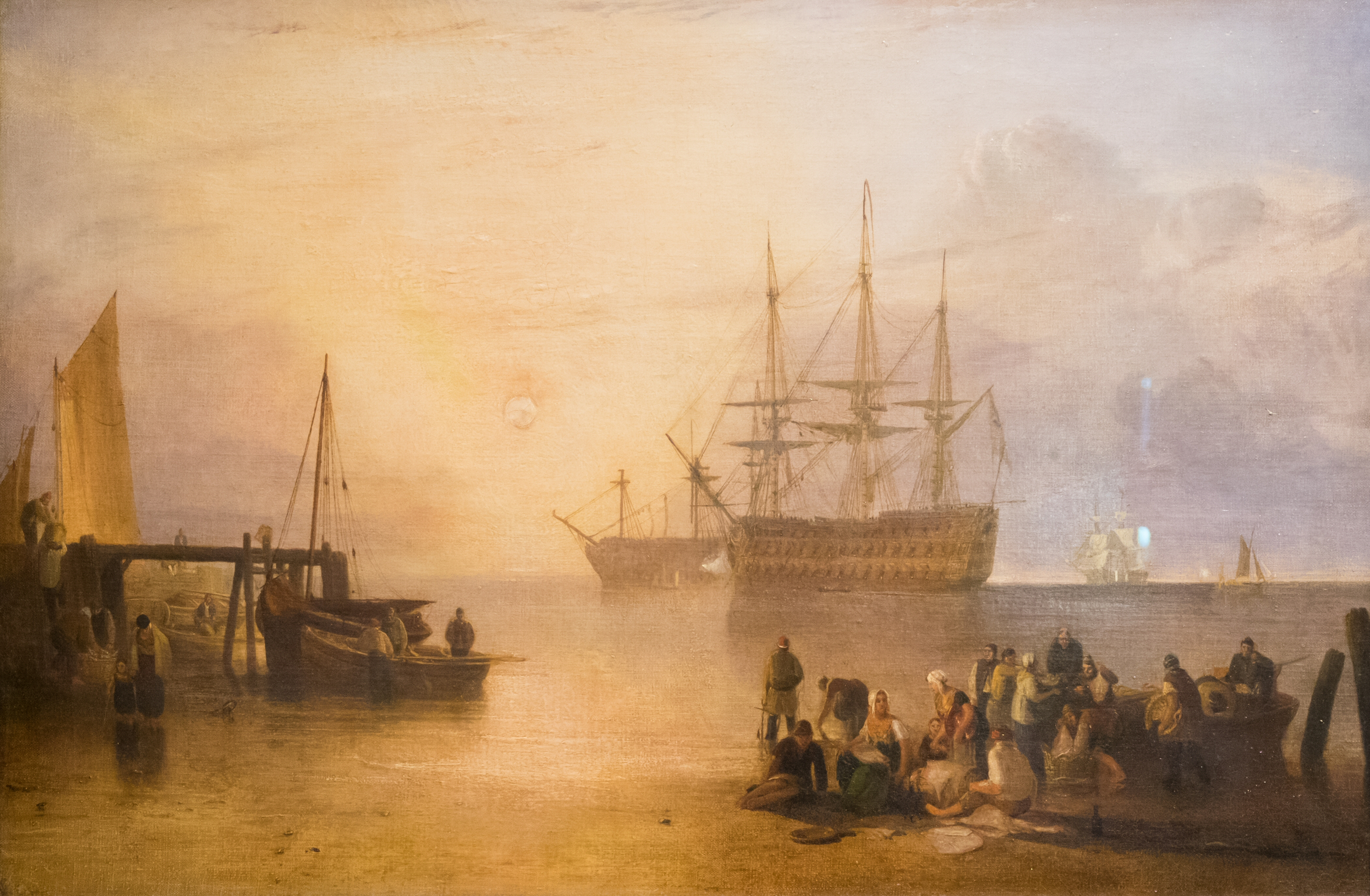
Джозеф Мэллорд Уильям Тёрнер. Восход солнца сквозь туман (1809)
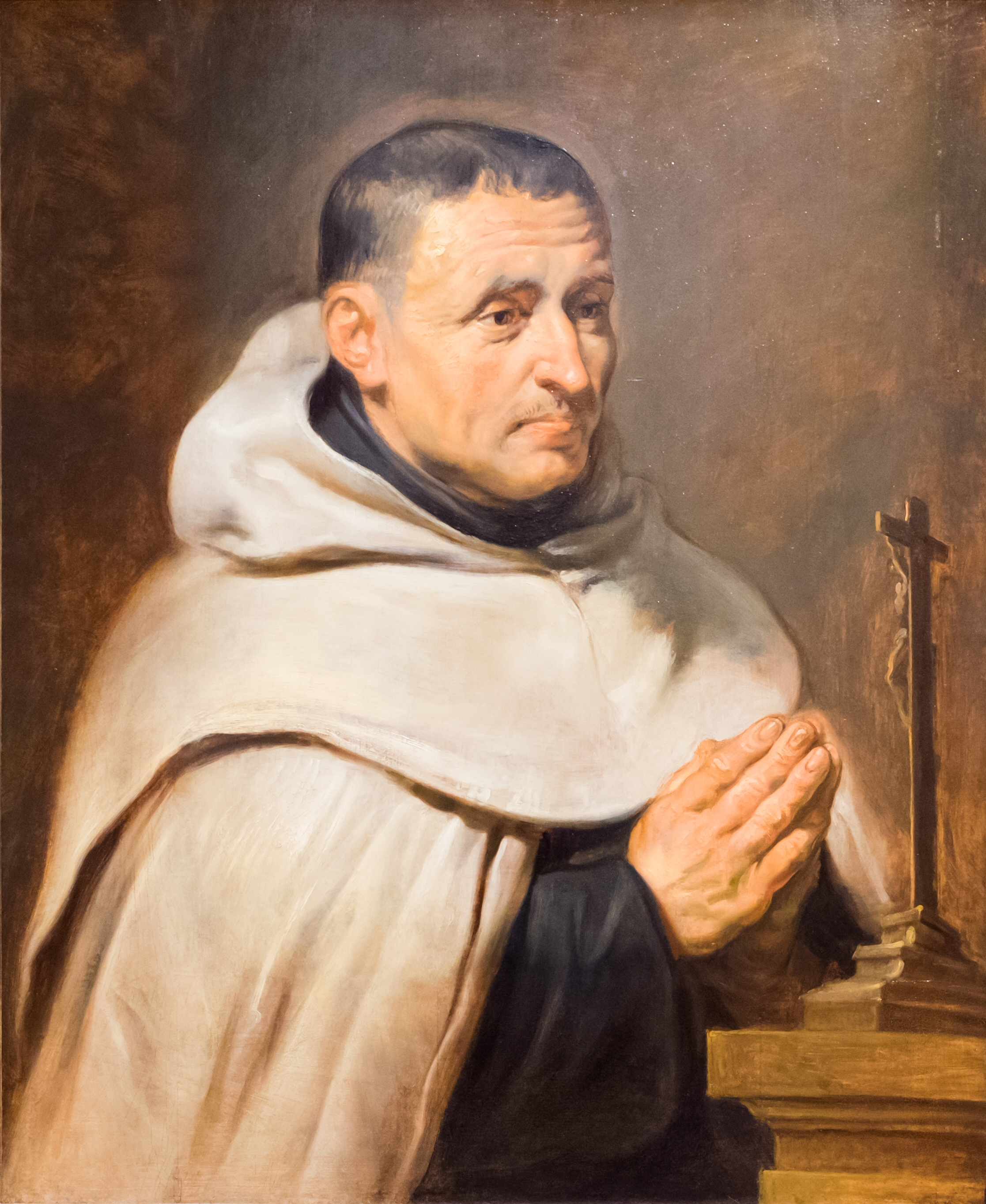
Питер Пауль Рубенс. Портрет кармелитского настоятеля (ок. 1616)
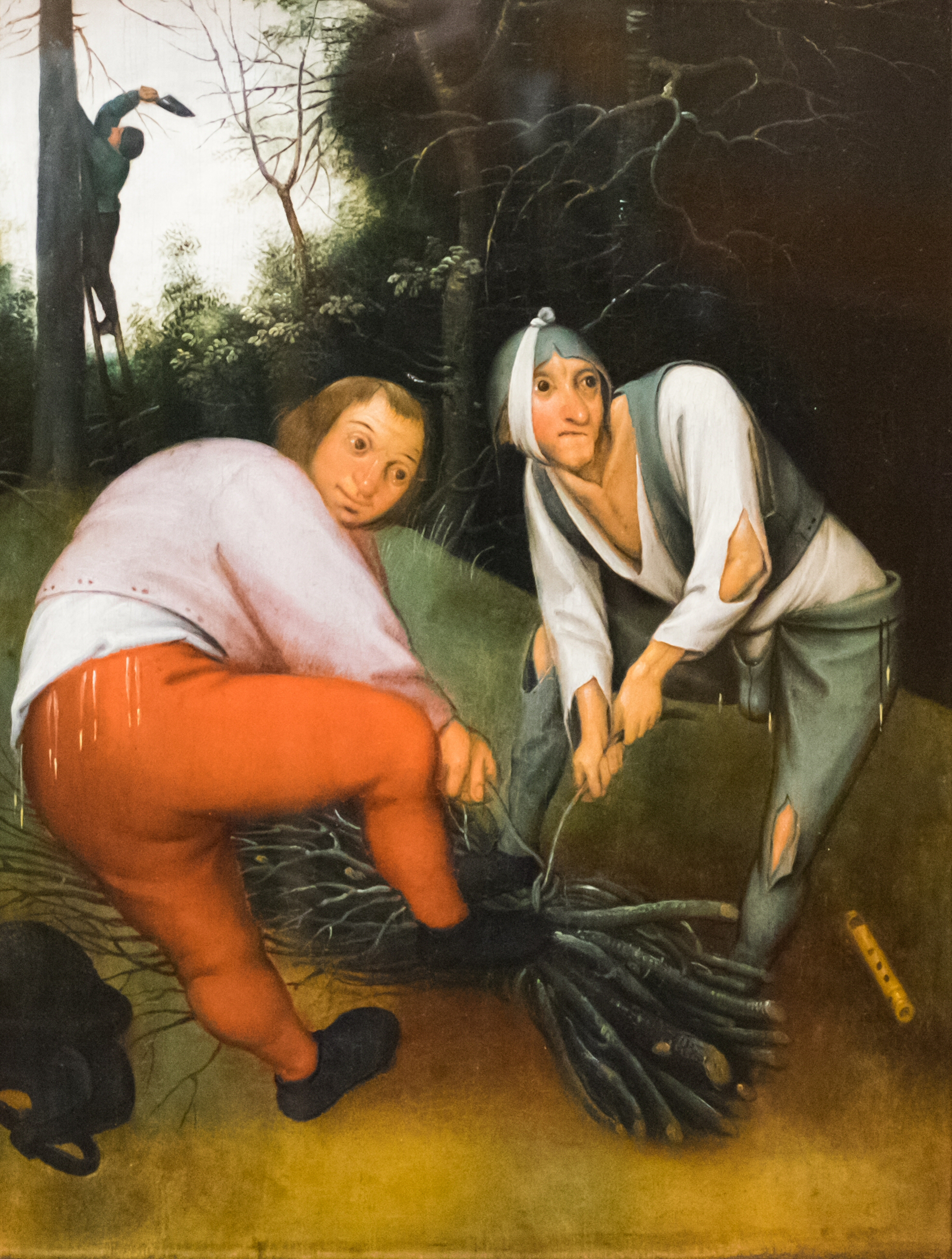
Питер Брейгель Младший. Два крестьянина, связывающие хворост (1620-е)